# Barbaricum

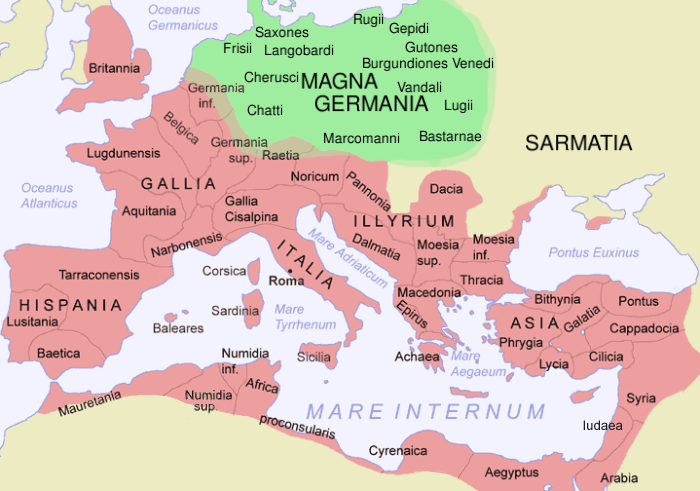
Imperium Rzymskie w 116 r. n.e. Na czerwono zaznaczono prowincje rzymskie, na zielono tereny Germanii (wraz z rozmieszczeniem niektórych plemion opisanych w Germanii Tacyta).

Barbaricum (grec. Βαρβαρικόν zagraniczny, barbarzyński) – nazwa geograficzna, używana przez historyków i archeologów na określenie terenów poza granicami Cesarstwa Rzymskiego, zamieszkałych przez barbarzyńców. Obszary te leżały poza rzymską kontrolą administracyjną, ale były częścią rzymskiego świata.
Nazwa ta była w późnym antyku wykorzystywana do określenia terenów plemion, które nie były podbite przez Rzymian, leżących za Renem i Dunajem. Pojęcia tego używali m.in. rzymscy historycy Ammianus Marcellinus i Eutropiusz.
W pracach badawczych pojęcia Barbaricum i Germania (Germania Magna) są niekiedy używane zamiennie, choć nie zawsze jest to uzasadnione: obszary Barbaricum nie były zawsze zasiedlone jedynie przez plemiona germańskie. W okresie wielkiej wędrówki ludów mieszkańcami Barbaricum stali się Alanowie i Hunowie. Od VI w. n.e. na tereny te zaczęły także napływać plemiona słowiańskie.